# Nordkisa
Nordkisa is een plaats in de Noorse gemeente Ullensaker, fylke Akershus. Nordkisa telt 845 inwoners (2007) en heeft een oppervlakte van 0,71 km².